# Deutsche Ostmesse

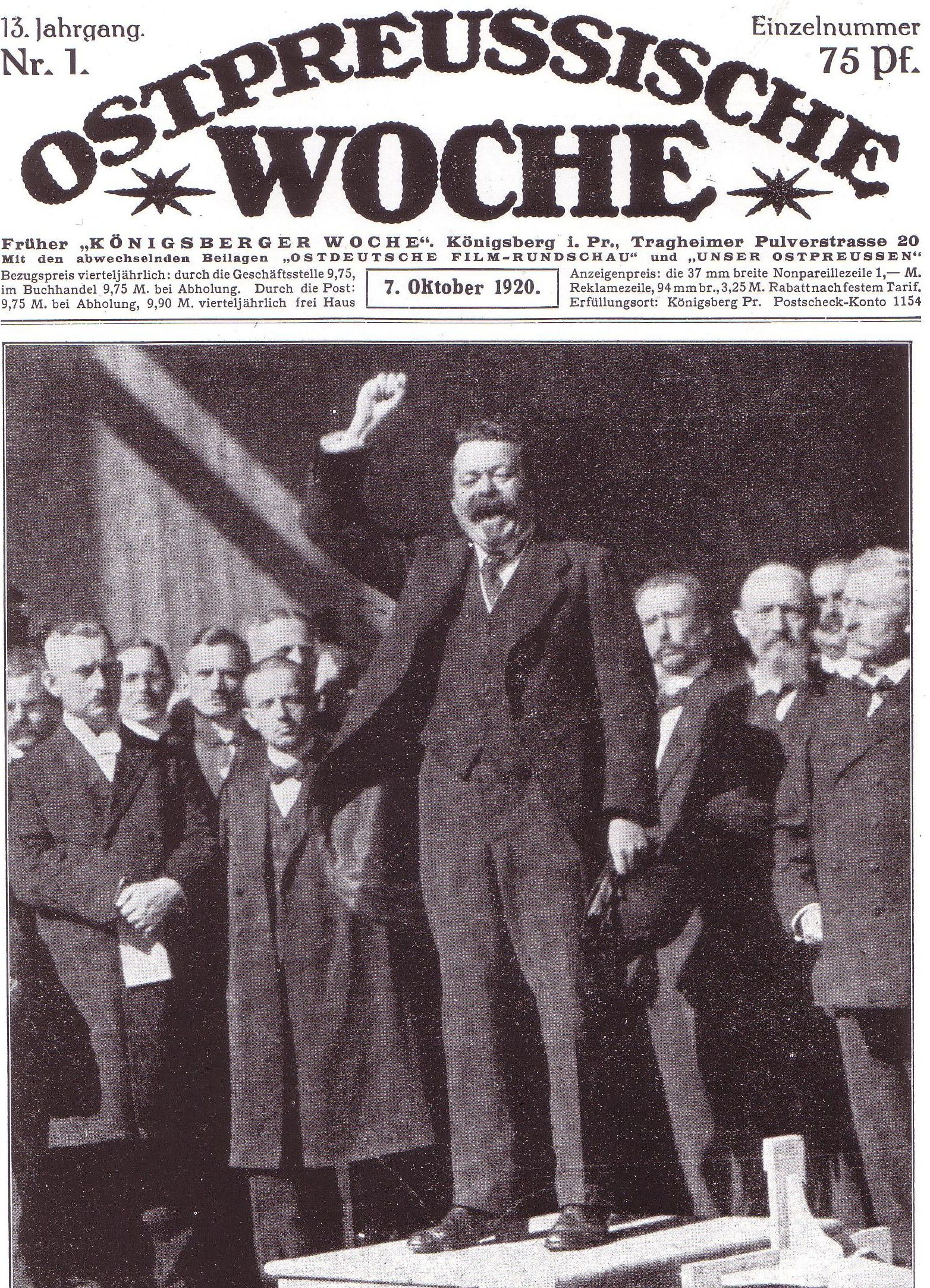
Rijkspresident Ebert opent de DOK in 1920.

De Deutsche Ostmesse (officieel Deutsche Ostmesse Königsberg en ook bekend als Königsberger Messe) was de benaming voor de beurs die in Koningsbergen gehouden werd na de Eerste Wereldoorlog ter bevordering van de economie van Oost-Pruisen, nadat deze provincie door het Verdrag van Versailles afgescheiden werd van de rest van Duitsland. 
De eerste beurs werd gehouden in 1920 in de dierentuin en werd geopend door Rijkspresident Friedrich Ebert. Door de Poolse Corridor kon hij niet over land naar Koningsbergen komen waardoor hij samen met minister Ernst Scholz meereisde met de Seedienst Ostpreußen. 
In het beginjaar 1920 werd de beurs in september gehouden. Hierna werd de beurs tweemaal per jaar gehouden in februari en augustus en vanaf 1928 nog maar één keer per jaar in de tweede helft van augustus. In 1941 vond de laatste editie plaats. 
De provincie kreeg te kampen met economische problemen door het feit dat ze van Duitsland afgesneden waren en de meeste transporten gebeurden per schip. Aanvankelijk ging de beurs voornamelijk om producten die met landbouw te maken hadden maar er werd al snel uitgebreid naar handel in koloniale producten, ijzer, vlas, hennep, huiden, leer, bouwmaterialen, kolen, textiel, hout- en brandstofhandel. In 1925 werd het Huis van de Techniek gebouwd.
Door de beurs werden de handelsrelaties tussen Oost-Pruisen en de rest van het Rijk verbeterd en bovendien opende dit ook meerdere markten naar Oost-Europa. In 1930 kwamen er 120.000 bezoekers, waarvan 2500 buitenlanders. In 1937 steeg het aantal naar 204.000. De beurs ontwikkelde zich tot de tweede grootste van Duitsland na die van Leipzig. 
Op de plaats van de vroegere terreinen bevindt zich tegenwoordig een markthal, een park en de Christus-de-Verlosser-Kathedraal.

## Galerij

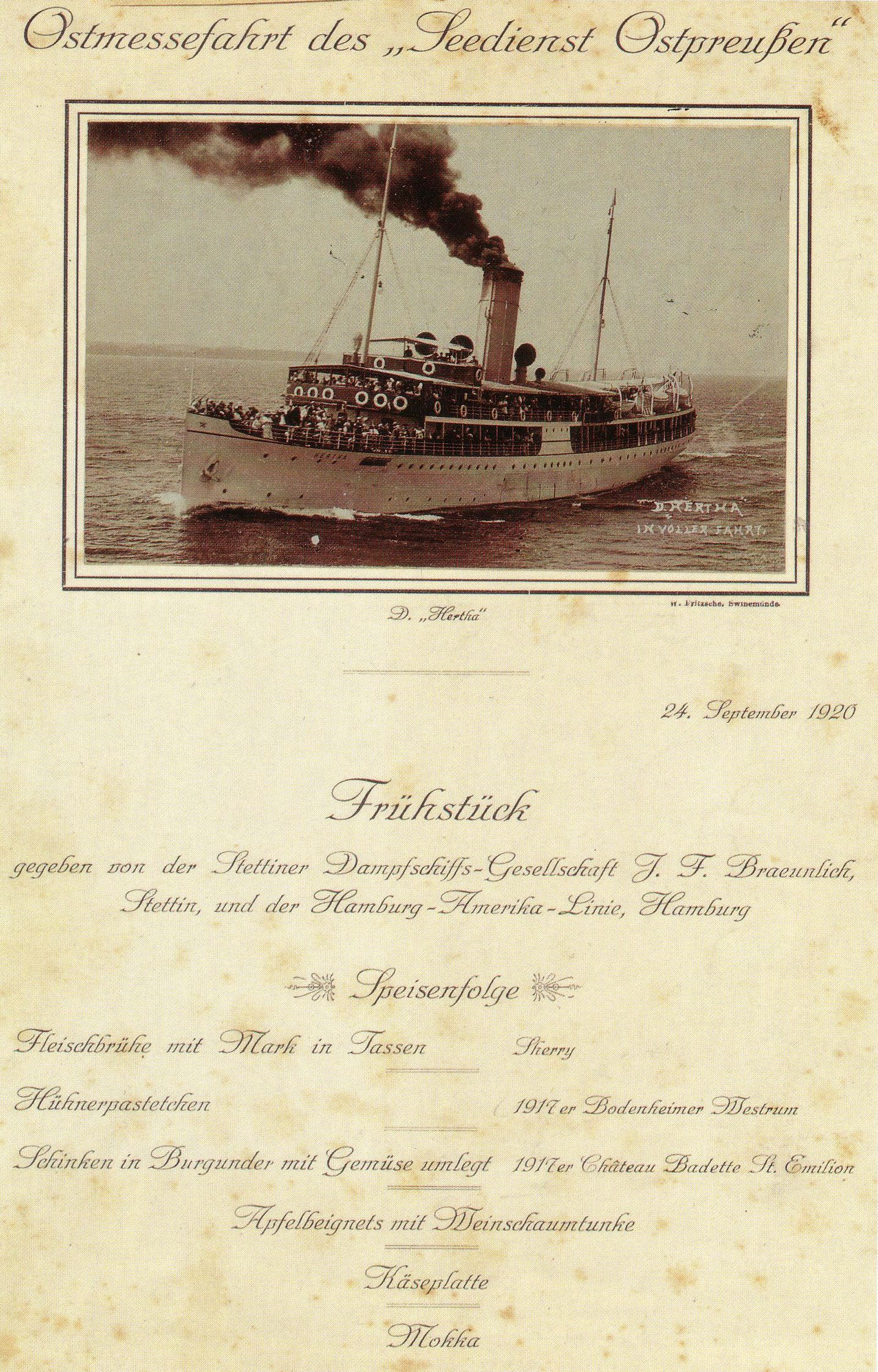
Zeereis naar de 1ste Ostmesse
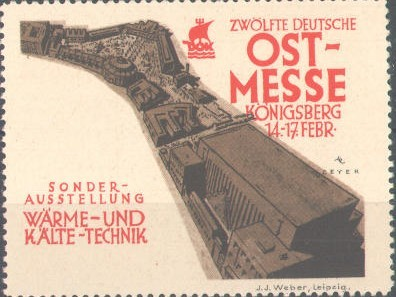
Postzegel van de 12de Ostmesse
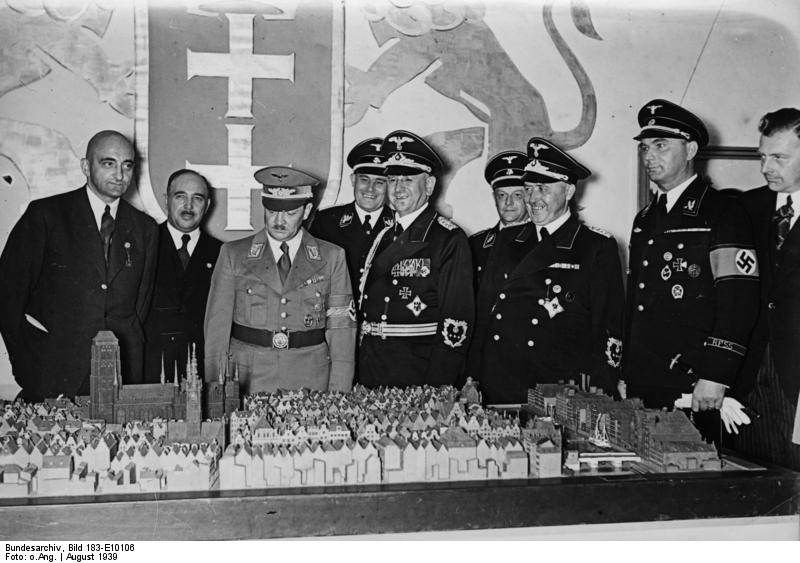
10 dagen voor het uitbreken van de Tweede Wereldoorlog bezichtigt Gauleiter Erich Koch de beurs.